# Wehrkreis V (Stuttgart)

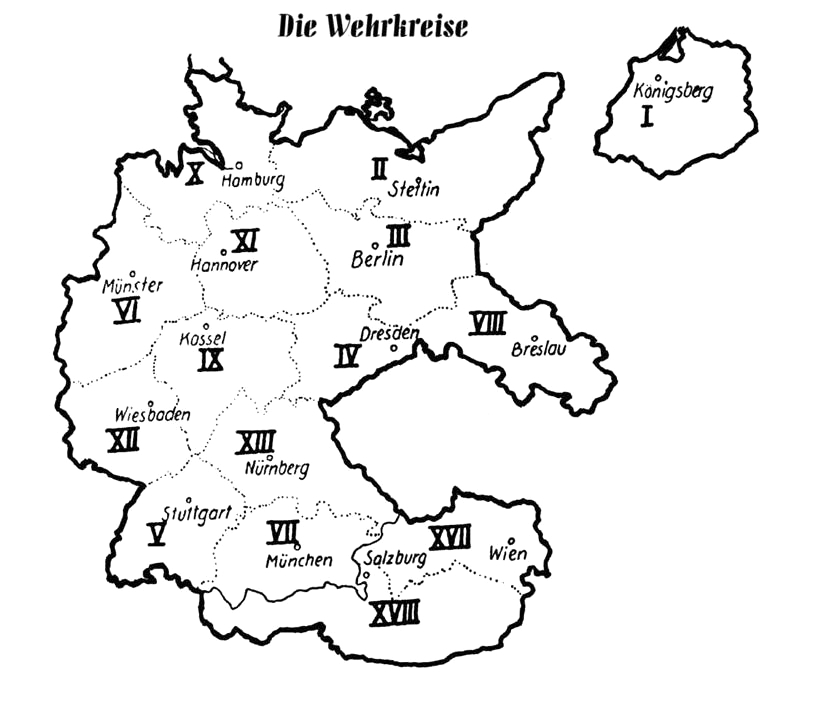
Die Wehrkreise des Deutschen Reiches nach dem „Anschluss“ Österreichs

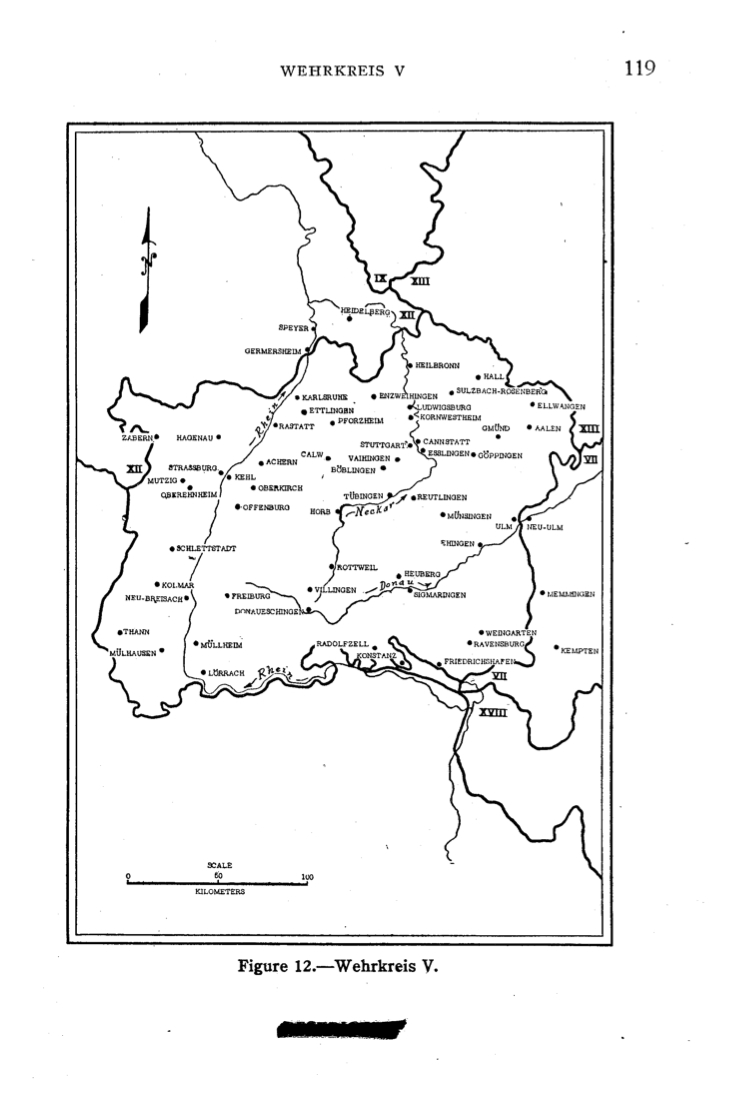
Karte des Wehrkreises V

Der Wehrkreis V (Stuttgart) war eine militärische Verwaltungseinheit während der Weimarer Republik und im NS-Staat und bestand bis 1945. Ihm oblagen die militärische Sicherung des Gebiets der Provinzen Baden und Württemberg sowie die Rekrutierung und Ausbildung von Teilen des Heeres der Reichswehr bzw. der Wehrmacht in diesem Gebiet. Nach 1940 wurde auch das Elsass dem Wehrkreis angegliedert. Er umfasste drei Wehrersatzbezirke (Stuttgart, Ulm und, ab 1940, Straßburg). Das Hauptquartier befand sich in Stuttgart.

## Befehlshaber
Die Befehlshaber des Wehrkreises V waren:
- Walter von Bergmann (1919–1920)
- Walther Reinhardt (1920–1924)
- Ernst Hasse (1925–1927)
- Hermann Reinicke (1927–1929)
- Hans Seutter von Lötzen (1929–1931)
- Curt Liebmann (1931–1934)
- Hermann Geyer (1934)
- Richard Ruoff (1939–1939)
- Erwin Oßwald (1939–1943)
- Rudolf Veiel (1943–1944)
- Hans Schmidt (1944)
- Maximilian Felzmann (1945)